# Popis hrvatskih veleposlanika pri Suverenom viteškom malteškom redu
Republika Hrvatska i Suvereni viteški malteški red održavaju diplomatske odnose od 1993. godine. Sjedište veleposlanstva je u Vatikanu.

## Veleposlanici
Hrvatska nema rezidentno veleposlanstvo pri Suverenom viteškom malteškom redu. 
Veleposlanstvo Republike Hrvatske pri Svetoj Stolici pokriva Suvereni viteški malteški red.
| Veleposlanik    | Postavljenje      | Opoziv              | Sjedište |
| --------------- | ----------------- | ------------------- | -------- |
| Ive Livljanić   | 23. ožujka 1993.  | 15. listopada 1998. | Vatikan  |
| Marijan Šunjić  | 3. prosinca 1998. | 31. listopada 2000. | Vatikan  |
| Franjo Zenko    | 10. rujna 2001.   | 31. studenoga 2004. | Vatikan  |
| Emilio Marin    | 24. lipnja 2005.  | 28. veljače 2011.   | Vatikan  |
| Filip Vučak     | 27. svibnja 2011. | 31. listopada 2015. | Vatikan  |
| Neven Pelicarić | 11. veljače 2016. | 31. ožujka 2021.    | Vatikan  |

## Vanjske poveznice
- Suvereni viteški malteški red na stranici MVEP-a